# Pitzman-Gletscher
Der Pitzman-Gletscher ist ein rund 10 km langer Gletscher im ostantarktischen Viktorialand. In den Usarp Mountains entwässert er die südöstlichen Hänge des Pomerantz-Tafellands und fließt ostwärts zwischen Mount Lowman und dem Williams Bluff zur Oates-Küste, wo er in einen Vorlandgletscher mündet.
Der United States Geological Survey kartierte ihn anhand eigener Vermessungen und Luftaufnahmen der United States Navy aus den Jahren von 1960 bis 1962. Das Advisory Committee on Antarctic Names benannte ihn 1970 nach dem Biologen Frederick J. Pitzman (* 1941), der zwischen 1967 und 1968 im Rahmen des United States Antarctic Research Program auf der McMurdo-Station tätig war.